# Trumme (Hamburg)
Die Trumme ist in Hamburg ein Fachbegriff für den Straßenablauf. Der Ursprung liegt vermutlich in dem geologischen Begriff Trum, der einen schmalen Nebengang bezeichnet. Die Abwasser-Kanalisation in Hamburg war mit Beginn der Baumaßnahmen ab 1842 die erste auf dem europäischen Festland.
- Siehe auch: Abschnitt „Entwässerung“ im Artikel Wasserversorgung in Hamburg